# Jardim Helena
 (signalé en juin 2025).
Si vous disposez d'ouvrages ou d'articles de référence ou si vous connaissez des sites web de qualité traitant du thème abordé ici, merci de compléter l'article en donnant les références utiles à sa vérifiabilité et en les liant à la section « Notes et références ».
- Archive Wikiwix
- Bing
- Cairn
- DuckDuckGo
- E. Universalis
- Gallica
- Google
- G. Books
- G. News
- G. Scholar
- Persée
- Qwant
- (zh) Baidu
- (ru) Yandex
- (wd) trouver des œuvres sur Wikidata

Jardim Helena est un district situé à l'extrémité est de la municipalité brésilienne de São Paulo. C'est l'un des districts avec le revenu par habitant le plus bas de la ville.

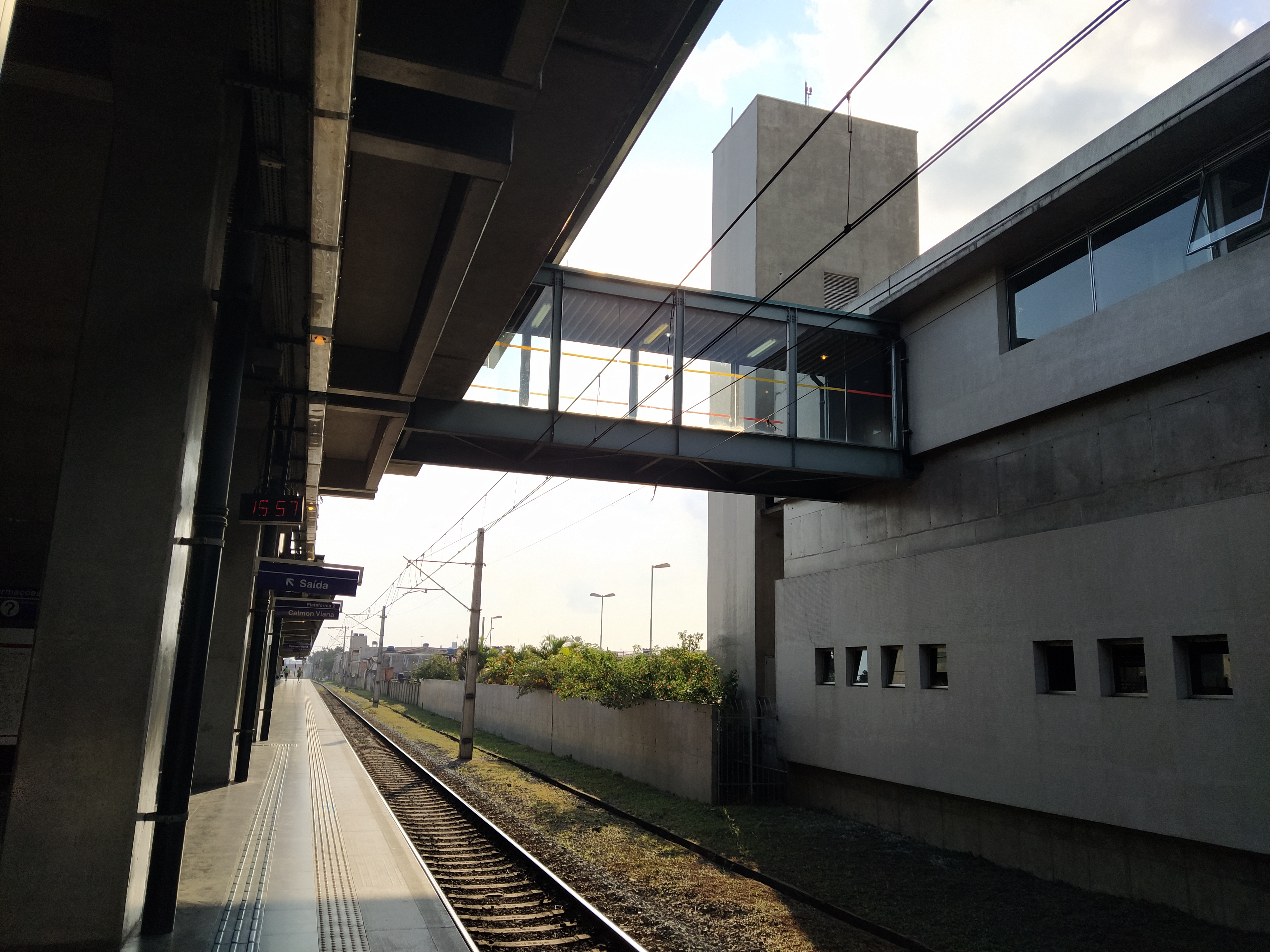
Gare de Jardim Helena-Vila Mara de la CPTM.

Le district de Jardim Helena a bénéficié de la construction de la gare de Jardim Helena–Vila Mara de la CPTM, car la partie nord de la gare appartient à ce district. Le quartier comprend également les gares d'Itaim Paulista et de Jardim Romano (partie nord, car la partie sud de ces stations appartient au district d'Itaim Paulista). Ce projet s'inscrit dans le cadre de la modernisation de la ligne 12 de la CPTM et a bénéficié à d'autres gares de la ligne. Les résidents de la région attendaient la gare avec expectative, car c'est un moyen de se rendre à des endroits plus éloignés et avec moins de retard que l'autobus.
Quartiers de Jardim Helena : Jardim Helena (quartier) ; Parque Paulistano ; Cidade Nitro Química ; Chácara Três Meninas ; Vila Piracicaba ; Vila Helena ; Jardim Mikail ; Jardim São Martinho ; Jardim Maia ; Jardim Noêmia ; Vila Mara ; Jardim Dom Fernando ; Vila Seabra ; Jardim Aimoré ; Vila Itaim ; Jardim Margarida ; Jardim Pantanal ; Jardim Célia ; Jardim Romano.

## Histoire
L'histoire de Jardim Helena est la même que celle du quartier d'Itaim Paulista et celle du quartier de Vila Curuçá, le début de l'exploration par les Portugais a eu lieu au début du XVIIe siècle, avec la donation de semaria aux Portugais. On dit qu'entre 1610 et 1611, Bandeirante Domingos de Góes est devenu un "sesmeiro" des terres de la région "boi sat" qui sont situées près de la rivière Tietê. Ils passèrent sous le contrôle des Pères Carmélites en 1621. Au cours de cette période, une chapelle appelée Nossa Senhora da Biacica a été construite (ce nom vient du Tupi "imbeicica" ou "vigne résistante", facile à trouver sur la rivière Tietê), une chapelle qui est considérée comme un repère de la colonisation de la région. Pendant longtemps, Itaim Paulista et Vila Curuçá et la partie orientale de Jardim Helena ont formé un seul quartier, appelé "imbeicica", puis il y a eu une séparation.
Le bon sens des habitants de la partie est (Jardim Romano, Vila Itaim et Jardim Aimoré) détermine que ces quartiers seraient dans le district d'Itaim Paulista, ce qui est contredit par les cartes officielles de la mairie de São Paulo.
La partie ouest du quartier a une histoire similaire à celle du quartier de São Miguel Paulista. Son noyau initial s'appelait Capela dos Índios, une église construite au XVIe siècle pour l'installation des peuples indigènes de la région. À tel point que les habitants de la partie ouest du quartier (Parque Paulistano et Vila Mara) et même les habitants du centre du quartier par bon sens pensent que Jardim Helena fait partie du quartier de São Miguel Paulista. Le district "Jardim Helena" a été créé il y a quelques décennies par la ville de São Paulo pour faciliter l'administration. Une partie de São Miguel Paulista et d'Itaim Paulista (au nord) sont devenues parties du district de Jardim Helena.

### Actualité
Jardim Helena, à l'est de São Paulo, est considéré comme l'un des quartiers ayant le taux de développement le plus élevé ces dernières années.